# Smart Forfour
El Smart Forfour (estilizado como «smart forfour») es un vehículo del segmento A presentado y producido por Smart durante dos generaciones. La primera se comercializó en Europa de 2004 a 2014 (5 puertas, motor delantero) y la segunda se comercializa en Europa de 2014 a la actualidad (5 puertas, motor trasero).
La primera generación del Forfour solo se comercializó en Europa de 2004 a 2014 y en Australia como un 4 puertas, hatchback 5 puertas, compartiendo la plataforma del Mitsubishi Colt. Tras 8 años, la segunda generación debutó en julio de 2014, compartiendo su plataforma con el Renault Twingo de tercera generación (4 puertas, motor trasero) y la mecánica del Smart Fortwo de tercera generación (2 puertas, motor trasero).

## Primera generación (w454, de 2004 a 2014)

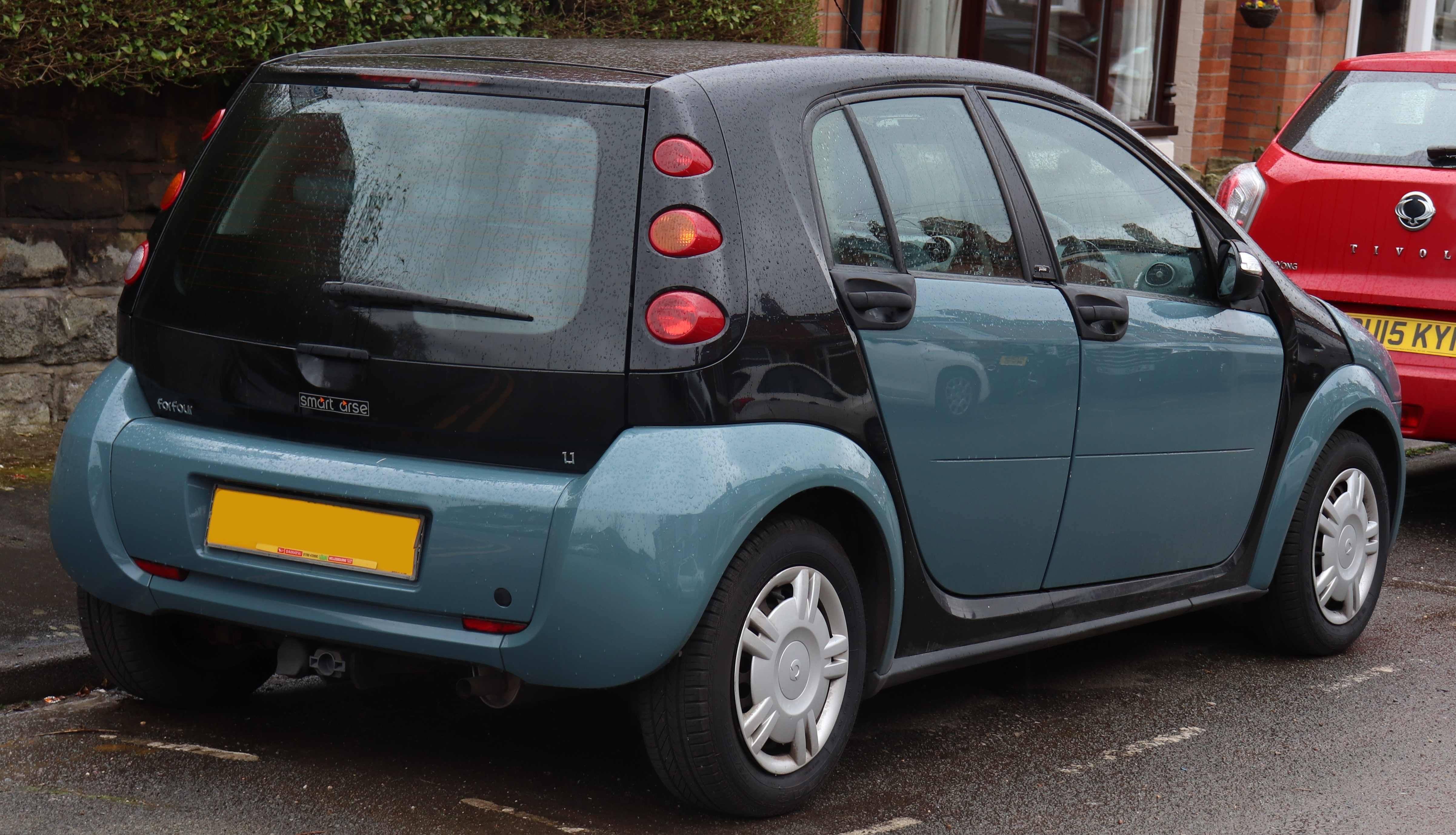
Vista trasera

### Producción
El Forfour de primera generación se montó en la fábrica de NedCar en Holanda, junto al Mitsubishi Colt. Esta es la misma factoría que producía los Volvo 340 y Volvo V40. Para reducir costes de fabricación, el Forfour comparte muchos componentes con el Colt, como el chasis y la suspensión. El Forfour estaba disponible con tres motores gasolina también originarios de Mitsubishi, un tres cilindros de 1,1 litros de cilindrada y dos cuatro cilindros de 1,3 y 1,5 litros de hasta 109 CV de potencia máxima; así como dos motores diésel de 68 y 95 CV, pertenecientes al grupo DaimlerChrysler.

### Equipamiento
Dependiendo de la versión, podía estar equipado con ESP, ABS (estándar en todos los modelos), ruedas de 14 o 15 pulgadas, con opción a unas de 16 pulgadas (llantas de 17 pulgadas en el modelo Brabus), techo solar panorámico (con opción a techo eléctrico), asiento del conductor regulable en altura, radio iluminada con reproductor de CD, luces antiniebla, airbags frontales y laterales (estándar en todos los modelos), alarma, aire acondicionado, elevalunas eléctrico en las puertas delanteras y de forma opción volante multifunción con levas de cambio de marcha, asientos calefactables, navegador con teclado telefónico, sensor de lluvia, luces automáticas y un paquete de piel.

### Forfour Brabus (2005)
Se preparó una versión deportiva llamada «Forfour Brabus» con un motor turbo «Mitsubishi 4G15» de 177 CV (130 kW), 27 CV (20 kW) más que el Mitsubishi Colt CZT. El Brabus Forfour requería un octanaje superior al habitual para desarrollar todo su potencial. Alcanzaba una velocidad punta de 221 km/h (137 mph) y aceleraba de 0 a 100 en 6,9 segundos.
Como «prueba» previa a lanzar esta versión se realizaron 500 ejemplares de la versión «SportStyle», también retocada por el preparador, cuyo motor desarrolla unos 122 CV. 
El Forfour iba a ser vendido en Estados Unidos con aspecto todoterreno bajo el nombre Smart Formore. Debido a las escasas ventas del Forfour, se dejó de producir en 2006 y el proyecto del Formore se suspendió.

### Motores
| Motor             | Código             | Tipo             | Cilindrada       | CV                                 | Par                              | Vel. máxima        | 0 a 100 km/h (0 a 62 mph) | Consumo mixto             | Emisiones de CO2 | Año de producción |
| Motores gasolina  | Motores gasolina   | Motores gasolina | Motores gasolina | Motores gasolina                   | Motores gasolina                 | Motores gasolina   | Motores gasolina          | Motores gasolina          | Motores gasolina | Motores gasolina  |
| ----------------- | ------------------ | ---------------- | ---------------- | ---------------------------------- | -------------------------------- | ------------------ | ------------------------- | ------------------------- | ---------------- | ----------------- |
| 1.0 12v           | M134 E11 red.      | 3 en línea       | 1.124 cc         | 47 kW (64 CV; 63 HP) a 5500 rpm    | 92 N·m (68 lb·pie) a 2500 rpm    | 158 km/h (98 mph)  | 15,3 s                    | 6,9 L/100 km (40,9 mpgIm) | 128 g/km         | De 2005 a 2006    |
| 1.1 12v           | M134 E11           | 3 en línea       | 1.124 cc         | 55 kW (75 CV; 74 HP) at 6000 rpm   | 100 N·m (74 lb·pie) a 3500 rpm   | 165 km/h (103 mph) | 13,4 s                    | 7 L/100 km (40,4 mpgIm)   | 130 g/km         | De 2004 a 2006    |
| 1.3 16v           | M135 E13           | 4 en línea       | 1.332 cc         | 70 kW (95 CV; 94 HP) a 5250 rpm    | 125 N·m (92 lb·pie) a 4000 rpm   | 180 km/h (112 mph) | 10,8 s                    | 7,4 L/100 km (38,2 mpgIm) | 138 g/km         | 2004–2006         |
| 1.5 16v           | M135 E15           | 4 en línea       | 1.499 cc         | 80 kW (109 CV; 107 HP) at 6000 rpm | 145 N·m (107 lb·pie) a 4000 rpm  | 190 km/h (118 mph) | 9.8 s                     | 7,8 L/100 km (36,2 mpgIm) | 145 g/km         | 2004–2006         |
| 1.5 16v Brabus    | M122 E15 AL        | 4 en línea turbo | 1.468 cc         | 130 kW (177 CV; 174 HP) a 6000 rpm | 230 N·m (170 lb·pie) at 3500 rpm | 221 km/h (137 mph) | 6.9 s                     | 8,9 L/100 km (31,7 mpgIm) | 159 g/km         | 2005–2006         |
| Motores diésel    |                    |                  |                  |                                    |                                  |                    |                           |                           |                  |                   |
| 1.5 12v cdi 50 kW | OM639 DE15 LA red. | 3 en línea       | 1.493 cc         | 50 kW (68 CV; 67 HP) a 4000 rpm    | 160 N·m (118 lb·pie) a 1800 rpm  | 160 km/h (99 mph)  | 13,9 s                    | 5,8 L/100 km (48,7 mpgIm) | 121 g/km         | de 2004 a 2006    |
| 1.5 12v cdi 70 kW | OM639 DE15 LA      | 3 en línea       | 1,493 cc         | 70 kW (95 CV; 94 HP) a 4000 rpm    | 210 N·m (155 lb·pie) a 1800 rpm  | 180 km/h (112 mph) | 10,5 s                    | 5,8 L/100 km (48,7 mpgIm) | 121 g/km         | de 2004 a 2006    |

El motor diésel (cdi) 1,5 L (92 plg³) de inyección directa es un motor Mercedes-Benz 3 cilindros derivado del 4 cilindros del Mercedes-Benz Clase A y está disponible con 68 CV (50 kW; 67 HP) y 95 CV (70 kW; 94 HP).

### Transmisiones
Todos los modelos llevan una caja manual de 5 velocidades o automática de 6, excepto la versión Brabus 1.0, que solo se fabricó con transmisión manual de 5 velocidades.

## Segunda generación (W453, de 2014 a la actualidad)
La segunda generación del Forfour se desarrolló de la mano de Renault. Motor Trend anunció que esta generación de Smart compartiría un 70% de sus piezas con el Renault Twingo de tercera generación.
Respecto a la futura tercera generación, Autoweek dijo que Daimler consultó con Ford para informarse de sus motores EcoBoost 1,0 de 3 cilindros.

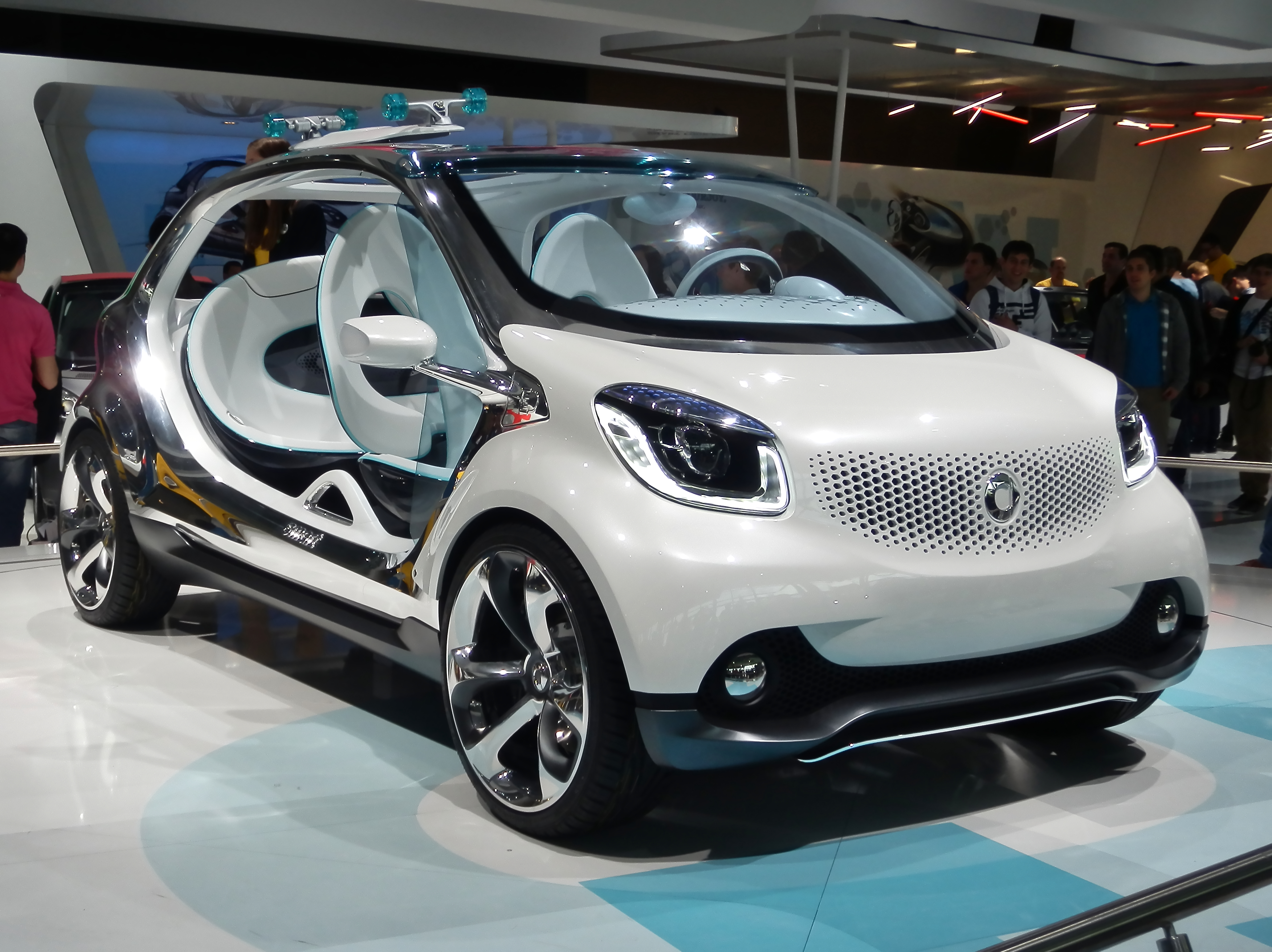
Smart Fourjoy

### Smart Fourjoy (2013)
El Smart Fourjoy es un diseño conceptual que tiene su habitáculo fabricado en aluminio pulido en su totalidad, los pilotos traseros están integrados y tiene una forma esférica. Cuenta con unos pequeños faldones de aluminio y unos paragolpes ligeramente perlados. Los faros no tiene cobertura de cristal, las bombillas van expuestas al aire libre y las luces diurnas tienen forma de U. Tanto por alante como por atrás consta de luces LED y tiene una moldura derivabrisas en la parte superior y los pilares A. Atrás lleva unos sillones negros oscuros y el panel de instrumentos es convexo y táctil y contiene 2 dispositivos Teléfono inteligente. Tiene un motor magnetoeléctrico de 55 kW con batería de 17,6kWh iónlitio, un cargador de a bordo de 22 kW y una cámara de alta definición.
Este vehículo se presentó en el salón del automóvil de Fráncfort en 2013 (sin puertas ni techo).

### Versión híbrida
Existe una conversión híbrida enchufable fabricada por Lithium Technology Corporation y Zytek. La batería de ion de litio es capaz de propulsar el vehículo hasta 135 km/h con una autonomía de 32 km. El motor es una combinación de un motor 3 cilindros diésel con turbo de 68 CV y dos motores magnetoeléctricos. Fue galardonado con el premio al proyecto del «vehículo más ligero en carbono».

### Versión eléctrica

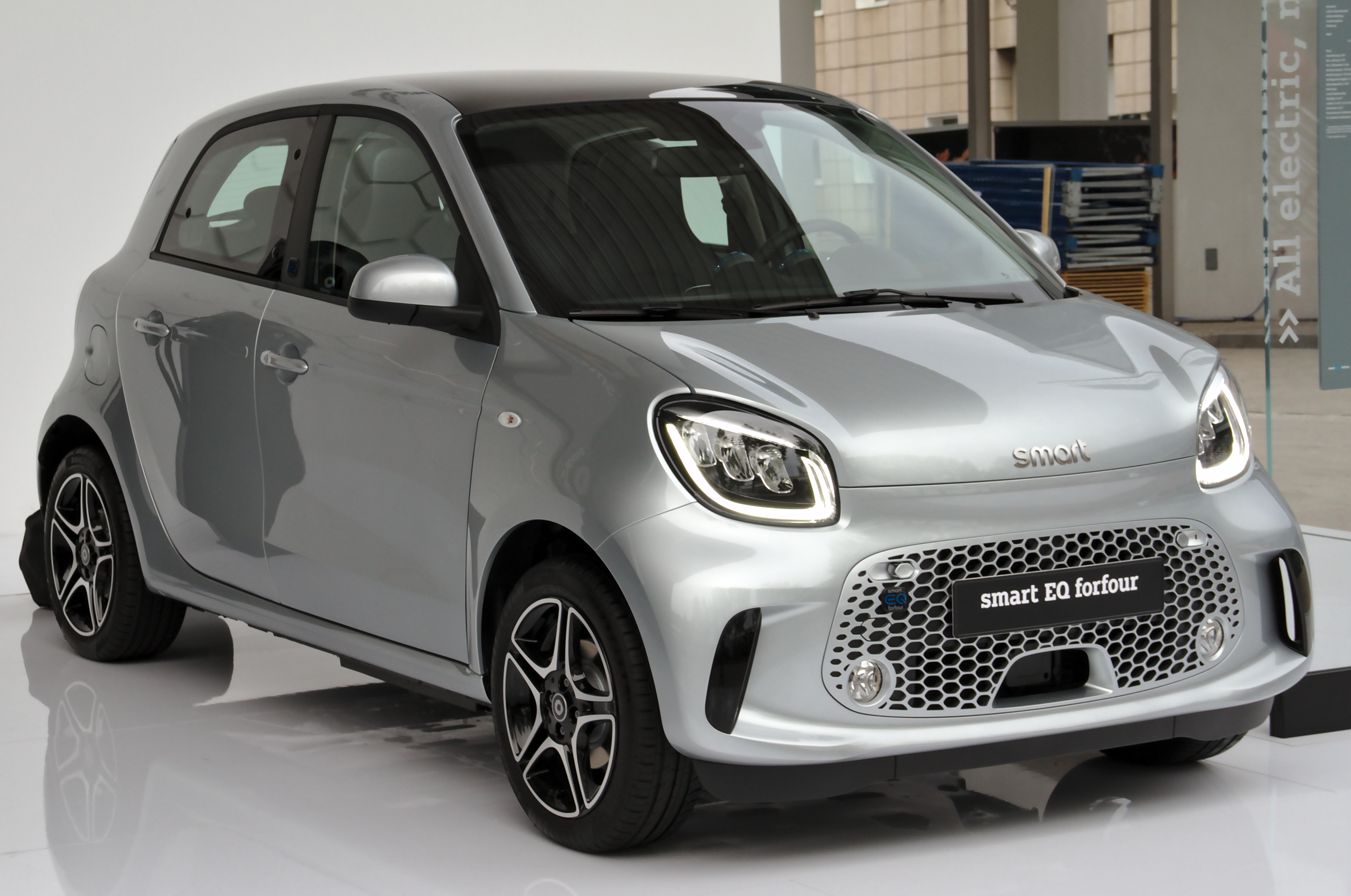
EQ forfour

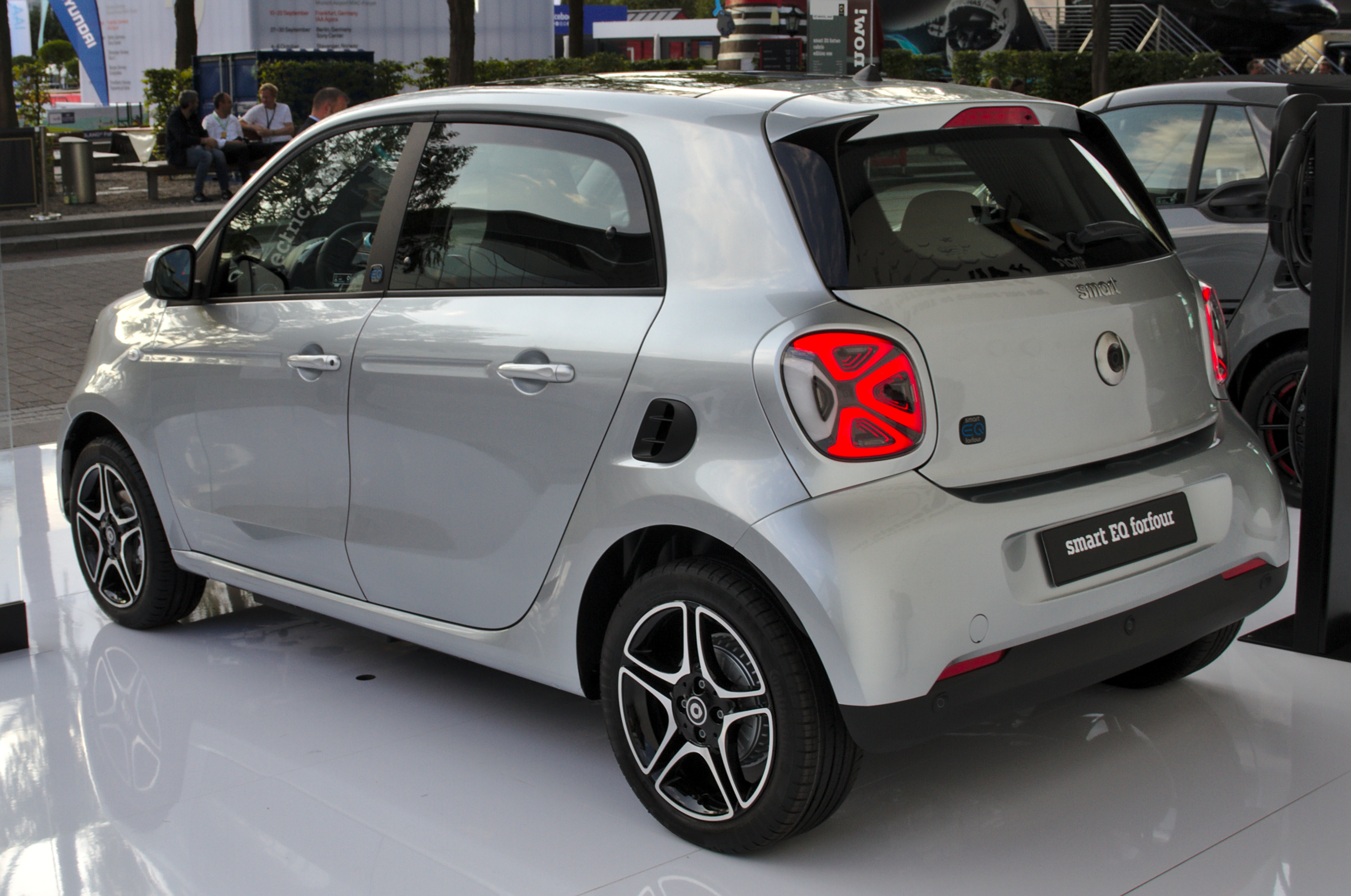

La versión eléctrica del Forfour se denominaba originalmente Forfour Electric Drive, y luego cambió a EQ Forfour. Se presentó en el Salón del Automóvil de París de 2016 y se comenzó a comercializar a principios de 2017.
Tiene un motor eléctrico que eroga una potencia máxima de 60 kW (81 CV), y una batería de 96 celdas con una capacidad de 16,7 kWh. Acelera de 0 a 100 km/h en 12,7 segundos, el consumo homologado es de 13,1 kWh/100 km, y la autonomía es de 155 km.
Esta versión actualmente se conoce como Smart EQ Forfour.

### Motores
| Motores gasolina | Motores gasolina    | Motores gasolina                 | Motores gasolina                                    |
| Modelo           | Año                 | Tipo/Código                      | Potencia, par@rpm                                   |
| ---------------- | ------------------- | -------------------------------- | --------------------------------------------------- |
| Forfour 45 kW    | de 2015 en adelante | 999 cm³ (1 L) 3 en línea         | 60 CV (44 kW; 59 HP)@?, ?@?                         |
| Forfour 52 kW    | de 2014 en adelante | 999 cm³ (1 L) 3 en línea         | 71 CV (52 kW; 70 HP)@?, 91 N·m (67 lb·pie)@2850     |
| Forfour 66 kW    | de 2014 en adelante | 898 cm³ (0,9 L) 3 en línea turbo | 90 CV (66 kW; 89 HP)@?, 135 N·m (100 lb·pie)@2500   |
| Forfour Brabus   | de 2016 en adelante | 898 cm³ (0,9 L) 3 en línea turbo | 108 CV (79 kW; 107 HP)@?, 175 N·m (129 lb·pie)@2500 |
| Motor eléctrico  |                     |                                  |                                                     |
| Modelo           | Año                 | Tipo/Código                      | Potencia, par@rpm                                   |
| EQ Forfour       |                     | motor eléctrico                  | 82 CV (60 kW), 160 N·m (118 lb·pie)                 |

Todos los modelos gasolina están disponibles con caja de cambios manual de 5 velocidades o caja binámica de doble embrague de 6 velocidades.